# 呼伦街道
呼伦街道，是中华人民共和国内蒙古自治区呼伦贝尔市海拉尔区下辖的一个乡镇级行政单位。

## 行政区划
呼伦街道下辖以下地区：
一〇九社区、建设社区、伊敏社区、绿园社区、海啤社区、农垦社区和蒙西北国经典社区。